# Lourenço da Silva de Mendonça
Lourenço da Silva de Mendonça (1620-1698) nasceu na região das Pedras de Pungo e Ndongo, Reino de Ndongo (Atual província de Malanje, Angola). Era príncipe da família real que controlava a região, cuja origem pertencia à etnia Mbundu. O tio, ao suceder ao trono real, se recusou a continuar a vassalagem do reino ao Império Português, que exigia uma contribuição anual de 100 escravos. Após a quebra do pacto, eclode a guerra em 1671. No mesmo ano, acaba-se o conflito com a extinção do reino e exílio de Mendonça ao Brasil.
Junto com 3 irmãos, o príncipe chega a Salvador, capital da colônia. Foi a Lisboa em 1681. Em seguida, foi a Madri em 1682, onde tornou-se procurador-geral da Confraria da Nossa Senhora, Estrela dos negros, uma sociedade laica de caridade  no Brasil e na África portuguesa. Lourenço, alegando ser descendente dos reis do Congo e da Angola, viajou a Roma em 1684 para protestar ao Papa contra a escravidão. Suas petições, que apresentaram um relato em primeira mão das crueldades infligidas pela escravidão, apoiadas pelos missionários capuchinhos, convenceram à Sagrada Congregação para a Propagação da Fé e levaram diretamente à condenação da escravidão no dia 20 de março de 1686 pelo Papa Inocente XI .